# 윤준 (트레이너)
윤준(1980년 5월 18일 ~)은 대한민국의 농구인으로, 현재 원주 동부 프로미 트레이너로 활동하고 있다.

## 학력
- 동신대학교

## 경력
- 원주 동부 프로미 트레이너